# Jura et Trois-Lacs
 (décembre 2013).
Si vous disposez d'ouvrages ou d'articles de référence ou si vous connaissez des sites web de qualité traitant du thème abordé ici, merci de compléter l'article en donnant les références utiles à sa vérifiabilité et en les liant à la section « Notes et références ».

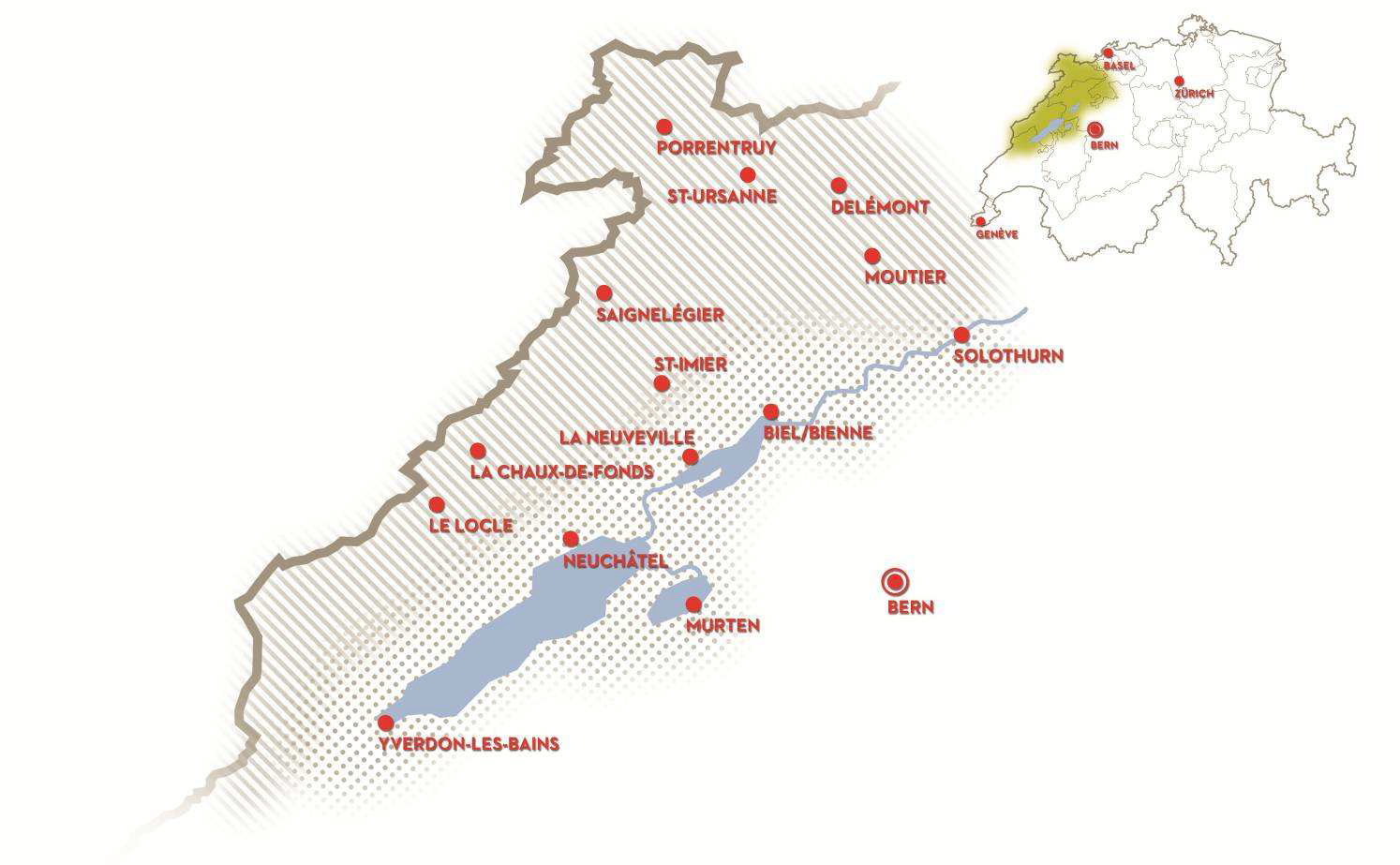
Carte de la région Jura et Trois-Lacs.

Jura & Trois-Lacs, appelée en allemand Jura & Drei-Seen-Land, est l'une des 13 régions touristiques de Suisse.

## Géographie
La région couvre les cantons de Neuchâtel, du Jura et des parties des cantons de Berne, Fribourg, Vaud. Elle englobe le massif du Jura ainsi que les lacs de Neuchâtel, de Bienne et de Morat. 
En 2013, la région offrait 22 979 lits disponibles, répartis dans 429 établissements selon l'office fédéral de la statistique.

## Histoire et organisation
L'association de droit privé Jura & Trois-Lacs a été fondée en 2011. Puisant ses racines dans une première collaboration amorcée à l’occasion de l’exposition nationale Expo.02, ce projet issu d’une volonté politique vise à unir les forces économiques et humaines des offices du tourisme du Massif du Jura et du Pays des Trois-Lacs pour offrir aux hôtes le meilleur d’un territoire touristique unifié.